# Silwestr Jassewitsch Todrija
Silwestr Jassewitsch Todrija (russisch Сильвестр Ясевич Тодрия; georgisch სილიბისტრო თოდრია, Silibistro Todria; * 4. Januar / 16. Januar 1880 in Ianeuli, Gurien; † 8. Juni 1936 in Tiflis) war ein Teilnehmer der revolutionären Bewegung in Russland und sowjetischer Staatsmann.

## Leben
Todrija stammte aus einer Bauernfamilie. 1901 schloss er sich der Sozialdemokratischen Arbeiterpartei Russlands (SDAPR) an. Zwischen 1901 und 1915 war er verantwortlich für die Einrichtung illegaler Druckereien für die SDAPR in Baku und Batumi. Er arbeitete auch für die verbotene bolschewistische Presse in Moskau, St. Petersburg, Wyborg und Tiflis. Im Dezember 1905 nahm er am bewaffneten Aufstand der Arbeiter und Arbeiterinnen in Moskau teil. Todrija war mehrfach Repressionen seitens der zaristischen Regierung ausgesetzt.
1917 wurde er ein Mitglied des Tifliser und des Kaukasischen Regionalkomitees der SDAPR. 1920 war er Delegierter des II. Weltkongresses der Komintern. Nach Errichtung der Sowjetmacht in Georgien im Februar 1921 wurde Todrija Vorsitzender des Tifliser Revolutionären Komitees. Er diente von 1921 bis 1922 als Volkskommissar für Soziale Sicherheit und für Landwirtschaft sowie als Volkskommissar für Arbeit von 1927 bis 1929. 1929 wurde er Sekretär des Zentralexekutivkomitees der Georgischen SSR und der Transkaukasischen SFSR. Todrija war auch Mitglied des Zentralexekutivkomitees der UdSSR.
Todrija gehörte bis Anfang der 1920er Jahre zu den engsten Freunden Stalins. So versteckte er Stalin, den er bereits aus Georgien kannte, im Herbst 1911 und im Februar 1912 mehrfach in seiner Petersburger Wohnung. Später gehörte er zu Stalins parteiinternen Gegnern. Todrija starb 1936 an Lungenkrebs. Sein früher Tod bewahrte ihn wohl vor der Ermordung während des Großen Terrors.